# Campagne d'Italie (1799-1801)
Pour les articles homonymes, voir Campagne d'Italie.
Guerres de la Révolution française
Batailles
Guerre de la Deuxième Coalition
- St George's Caye (navale) (09-1798)
- Nicopolis (10-1798)
- Corfou (11-1798)
- Copenhague (navale) (04-1801)
- Algésiras (navale) (06-1801)

Campagne de Hollande
- Callantsoog (08-1799)
- Vlieter (08-1799)
- Zyp (09-1799)
- Bergen (09-1799)
- Alkmaar (10-1799)
- Castricum (10-1799)

Campagne de Suisse
- Ostrach (03-1799)
- Feldkirch (03-1799)
- 1re Stockach (03-1799)
- Frauenfeld (05-1799)
- Winterthour (05-1799)
- 1re Zurich (06-1799)
- Schwytz (08-1799) (en)
- Amsteg (08-1799)
- Saint-Gothard (09-1799)
- 2e Zurich (09-1799)
- Linth (09-1799)
- Muten (10-1799) (ru)
- Engen (05-1800)
- 2e Stockach (05-1800)
- Moesskirch (05-1800)
- Biberach (05-1800)
- Erbach (05-1800)
- Höchstädt (06-1800)
- Ampfing (12-1800)
- Hohenlinden (12-1800)

Campagne d'Égypte
- Malte 1 (06-1798)
- Malte 2 (06-1798)
- Alexandrie (07-1798)
- Chebreiss (07-1798)
- Pyramides (07-1798)
- 1re Aboukir (08-1798)
- Salheyeh (08-1798)
- Malte 3 (09-1798)
- Sédiman (10-1798)
- Caire (10-1798)
- Samanouth (01-1799)
- El Arish (02-1799)
- Syène (02-1799)
- Jaffa (03-1799)
- Saint-Jean-d'Acre (03-1799)
- Mont-Thabor (04-1799)
- 2e Aboukir (07-1799)
- Damiette (11-1799)
- Héliopolis (03-1800)
- 3e Aboukir (03-1801)
- Mandora (03-1801)
- Canope (03-1801)
- Fort Jullien (04-1801)
- Le Caire (06-1801)
- Alexandrie (08-1801)

2e Campagne d'Italie
- Vérone (03-1799)
- Magnano (04-1799)
- Cassano (04-1799)
- Mantoue (04-1799)
- Bassignana (05-1799)
- 1re Marengo (05-1799) (en)
- Modène (06-1799) (en)
- Trebbia (06-1799)
- 2e Marengo (06-1799) (en)
- Novi 1 (08-1799)
- Rome (09-1799)
- Mannheim (09-1799) (en)
- Novi 2 (10-1799) (en)
- Genola (11-1799)
- Gênes (04-1800)
- Sassello (04-1800) (en)
- Fort Bard (05-1800)
- Verceil (05-1800)
- Turbigo (05-1800)
- Montebello (06-1800)
- 3e Marengo (06-1800)
- Pozzolo (12-1800)

La deuxième campagne d'Italie qui commence en 1799 (an VII) est un nouvel épisode  dans la guerre qui oppose la jeune République française à la Deuxième Coalition qui se différencie de la première par la participation des troupes russes au conflit. Elle entraîne la reconquête temporaire de l'Italie par les monarchies européennes aux dépens de la France et des républiques sœurs italiennes. La mésentente entre coalisés et la contre-offensive française menée par Napoléon Bonaparte, de retour d'Égypte, amènent en 1801 les belligérants à un armistice puis une paix de compromis au traité de Lunéville.

## Situation

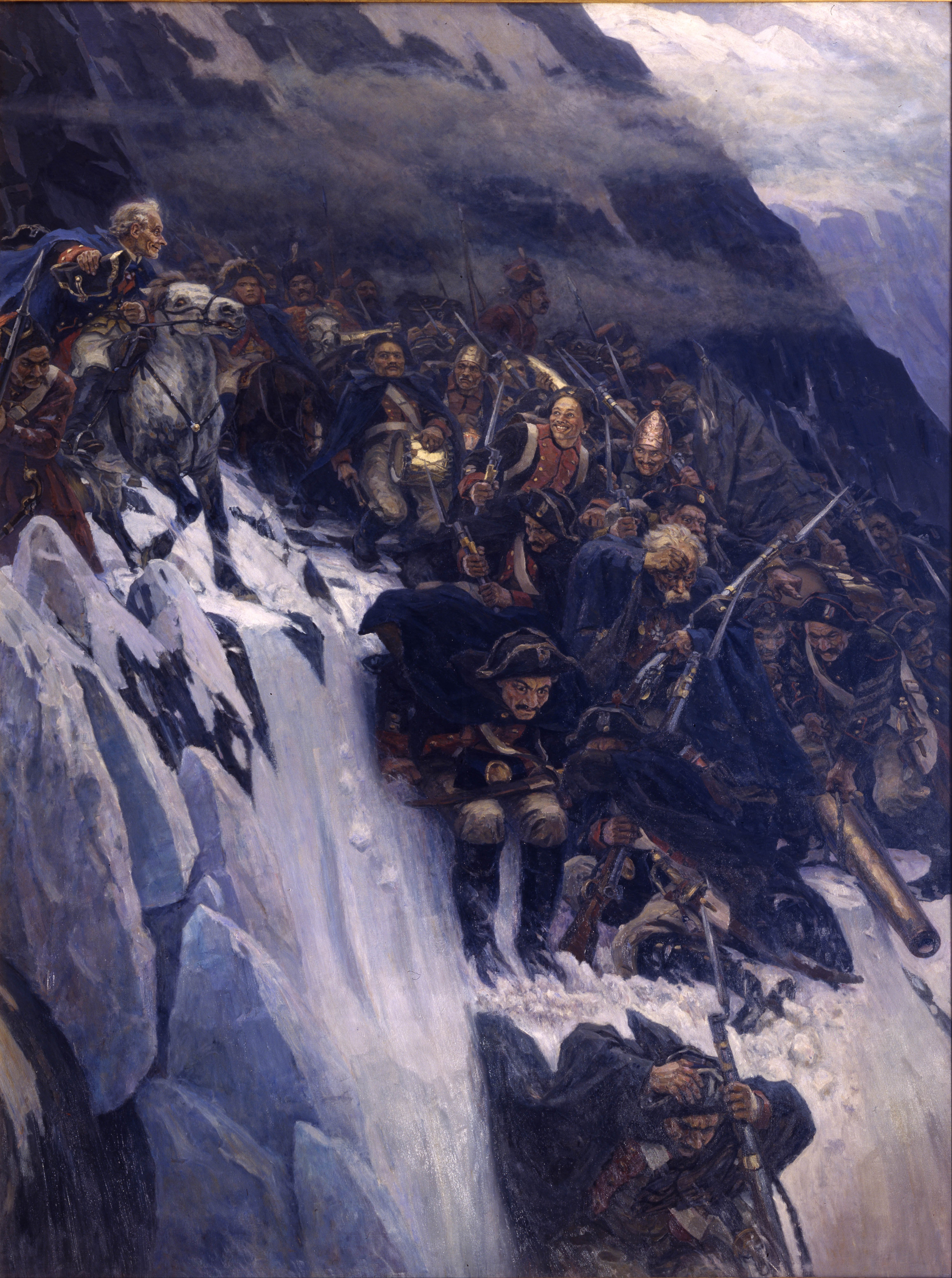
La traversée des Alpes par l'armée russe de Souvorov, toile de Vassili Sourikov, 1899.

En 1799, la Grande-Bretagne, l'Autriche, la Russie et l’Empire ottoman forment une nouvelle coalition contre la France. Profitant de l'absence de Napoléon Bonaparte bloqué en Égypte, les Autrichiens lancent une offensive dans le but de reconquérir ses possessions italiennes enlevées par ce général français l'année précédente.
Sur tous les fronts, les Français ont 150 000 hommes mais, en Italie, le général Barthélemy Louis Joseph Schérer n'a sous ses ordres que 20 000 à 60 000 soldats et il commet l'erreur de diviser son armée en trois fronts : la division Sérurier à Lecco, la division Grenier à Cassano et la division Victor à Lodi, les plaçant sur un long cordon s'étendant de la Valteline jusqu'à Plaisance, au-delà de l'Adda.
Jean-Étienne Championnet, qui vient de défaire l'armée du royaume de Naples et de capturer son chef, l'Autrichien Karl Mack, est appelé précipitamment à la tête de l'armée des Alpes. Ses troupes sont démunies. Trop peu nombreuses et décimées par le typhus, elles ne peuvent contenir l'avance russe vers la frontière des Alpes.

## L'offensive austro-russe

### Premiers succès autrichiens
Le général Schérer qui commande l'armée d'Italie composée de 20 000 à 50 000 soldats Français, doit faire face aux 60 000 Autrichiens commandés par Michael von Melas. Étienne Macdonald remplace Championnet à la tête de l'armée de Rome et ses 12 000 hommes.
De 30 000 à 50 000 soldats russes sont attendus sous peu, sous les ordres du feld-maréchal Souvorov.
Les Français étant occupés par la pacification difficile de Naples, leur force effective est diminuée de moitié. Avant l'arrivée des troupes russes et afin d'éviter que la situation ne devienne encore plus intenable, Schérer ordonne une attaque immédiate. Macdonald doit replier une partie de ses troupes envoyées en renfort à Naples pour soutenir l'effort de Schérer.
Les troupes autrichiennes sous les ordres de Pál Kray et Michael von Melas, remportent la bataille de Vérone le 26 mars puis celle de Magnano le 6 avril 1799 (17 germinal an VII). Défait, Schérer laisse 8 000 hommes dans différents forts de la région et ordonne la retraite du reste des troupes françaises. Michael von Melas perd du temps à les poursuivre et provoque le déplaisir de François Ier d'Autriche. 

### L'arrivée du généralissime Souvorov

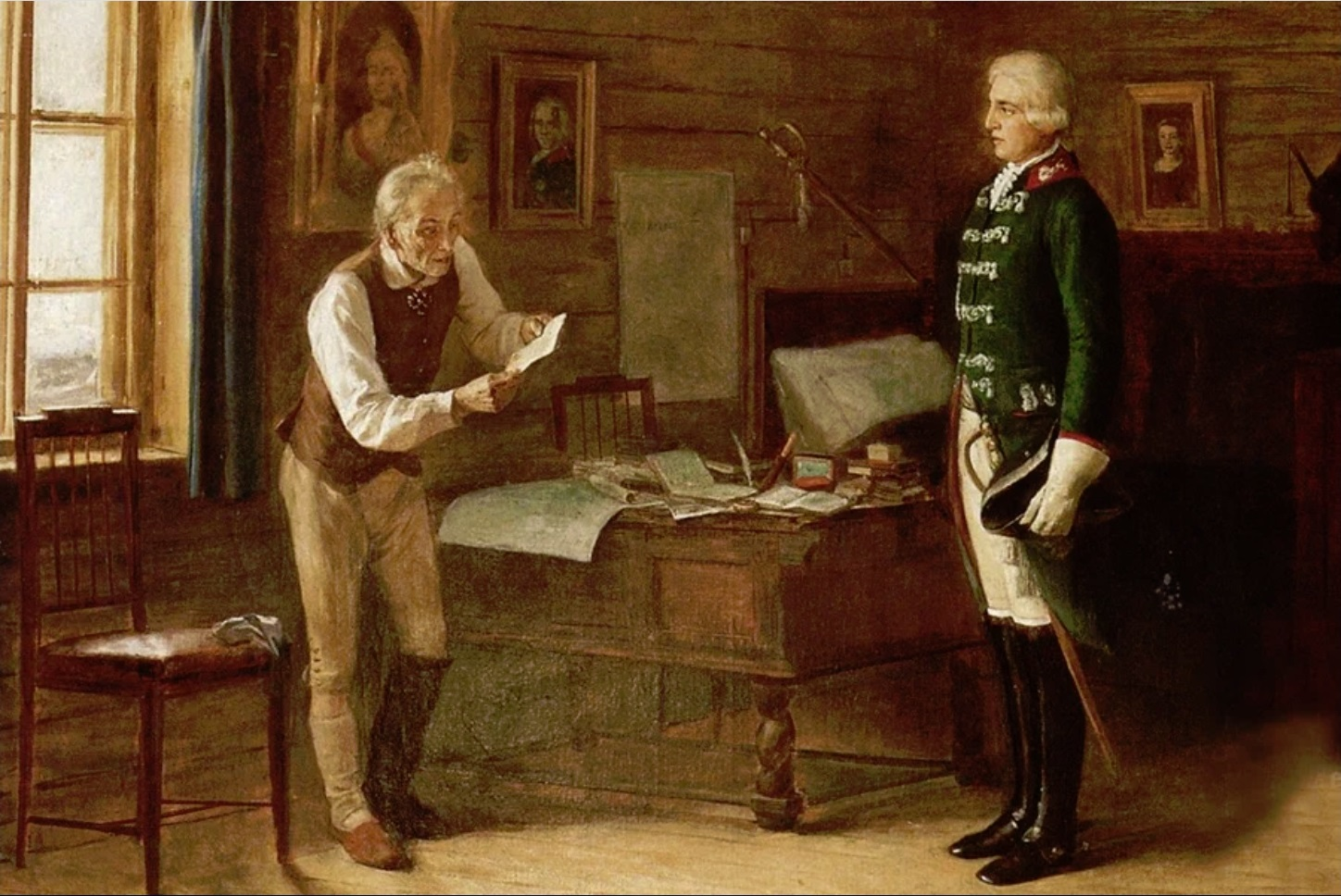
Le feld-maréchal Souvorov en disgrâce (à g.) reçoit l'ordre impérial de mener l'armée russe contre les armées françaises en Italie, toile de Piotr Geller, 1902.

Les troupes russes entrent en Italie en ce début de printemps sous le commandement du feld-maréchal Alexandre Souvorov, c'est à la demande expresse du souverain autrichien que le Russe prend, le 18 avril 1799 (29 germinal an VII), la tête des armées combinées austro-russes en Italie.  François Ier d'Autriche pousse les deux généraux à avancer avec vigueur, et bientôt le Piémont leur est acquis.

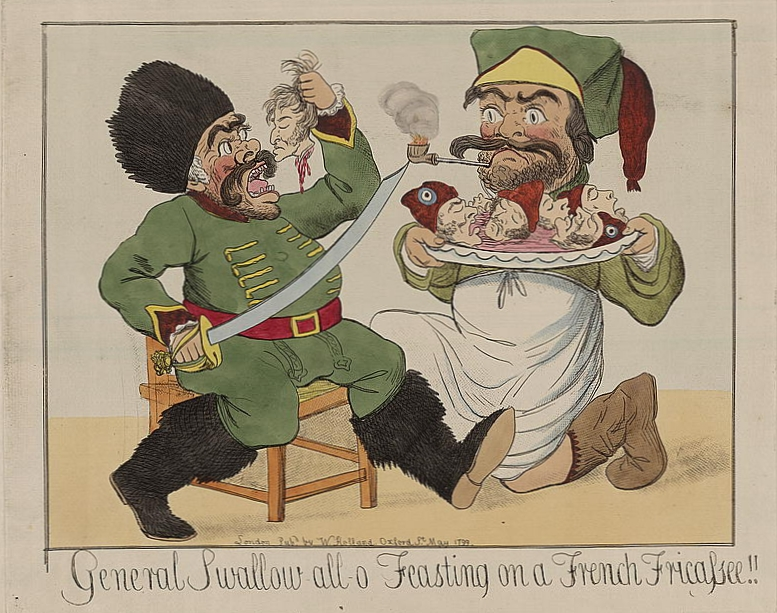
Caricature anglaise de 1799 montrant le général Souvorov se délectant d'une fricassée de têtes françaises.

Le Directoire rend Schérer responsable de ces défaites, et il est remplacé par Moreau, général à l'expérience et au talent reconnu, mais qui avait perdu la confiance du Directoire. Moreau et ses troupes inférieures en nombre tentent de défendre le terrain pied à pied, mais une nouvelle défaite à Cassano les 26 et 27 avril (7 et 8 floréal), l'oblige à ordonner la retraite de Lombardie, évacuant les places d'Alexandrie et de Turin, et se retirant sur la Suisse.
La situation semble désespérée pour l'armée française, défaite de trop nombreuses fois, manquant de matériel et de troupes fraîches. Les Français reculent et doivent abandonner Milan à Souvorov le 28 avril.
Une attaque des Alliés, traversant le Pô, du côté de Bassignana, échoue le 11 mai. L'armée de Moreau, réduite à 9 000 hommes valides, est décimée. Une tentative de contre-attaque échoue face aux hommes du général russe Piotr Bagration. Souvorov occupe très vite Turin le 26 mai et proclame la restitution du Piémont à son roi, Charles Emmanuel IV,. L'opposition des généraux autrichiens fait naître entre eux et Souvorov un commencement de mésentente.

### Chute des républiques napolitaine et romaine

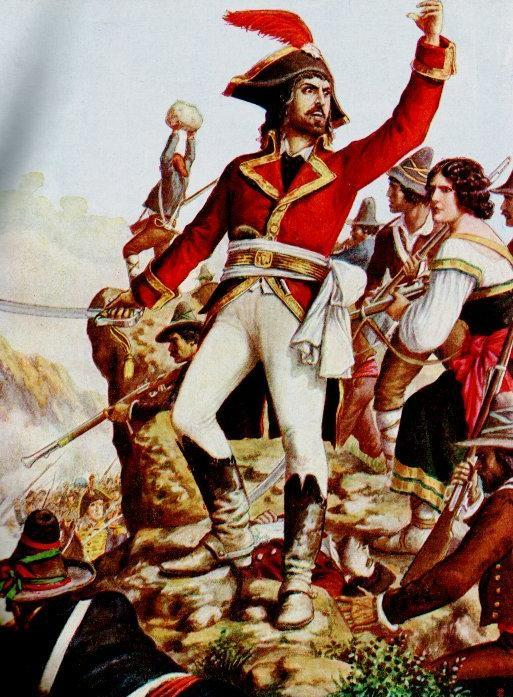
Fra Diavolo commandant la guérilla contre les Français, illustration de Tancredi Scarpelli, v. 1929-1932.

Les 12 000 hommes du général Macdonald quittent Naples pour soutenir Moreau et rejoindre la division Victor que Moreau envoie à sa rencontre. Avant de partir, Macdonald fait occuper et approvisionner les places fortes du château Saint-Elme (en), Capoue, Gaète et du château Saint-Ange. L'insurrection paysanne de l'armée de la Sainte Foi, commencée avant le départ de Macdonald, s'étend à tout le pays sous le commandement du cardinal Fabrizio Dionigi Ruffo, soutenue par la flotte britannique de Nelson avec un appoint de forces russes, ottomanes et portugaises. Le peu qui reste de troupes françaises et de la République parthénopéenne est balayé. Les sanfédistes s'emparent de Crotone, Catanzaro, Cosenza qui sont mises au pillage. La garnison de Naples, assiégée à partir du 17 juin, capitule le 19 ; les Français obtiennent d'être évacués vers la France mais les républicains napolitains sont massacrés par la foule ou exécutés après un jugement expéditif. Capoue se rend le 29 juillet, Gaète le 31. Ferdinand IV reprend possession de son trône et place ses troupes sous les ordres du général autrichien Michael von Fröhlich (de) pour éliminer les dernières garnisons françaises de la République romaine.
Le général Lahoz, officier milanais passé du service de la République cisalpine à celui de l'Autriche, anime une révolte des campagnes romaines contre les républicains alliés des Français. La petite armée franco-romaine du général Garnier, secondé par les Romains Camille Borghèse et Francesco Borghèse, bat les Napolitains le 21 septembre et les Autrichiens le 22. Garnier négocie avec le commandant britannique Thomas Troubridge et le général napolitain Burchard puis, après un dernier combat contre les Autrichiens le 28 septembre, obtient de s'embarquer vers la France avec son contingent français, les partisans des républiques italiennes et la légion polonaise. Les Austro-Napolitains entrent dans Rome le 30 septembre ; les Napolitains massacrent un certain nombre de républicains italiens restés dans la ville. Les États pontificaux sont restaurés.

### Efforts de jonction entre Macdonald et Moreau
Macdonald et Moreau forcent le pas pour réunifier l'Armée d'Italie, coupée en deux par les manœuvres de Souvorov.
Macdonald effectue une marche rapide par les États pontificaux, la Toscane, pour arriver aux débouchés des Apennins. Il bat les Autrichiens à Sarzana et Pontremoli, ce qui lui ouvre un chemin pour communiquer avec Gênes, et se retranche dans Pistoia, pour attendre Moreau, qui s'est retiré, de son côté, dans le Piémont.
Macdonald écrit au Directoire pour offrir sa démission et suggérer un regroupement des deux armées sous les ordres de Moreau. En absence de réponse de Paris, Macdonald prépare un plan d'opérations combinées, espérant que Moreau s'avancera, et coupera les lignes de communications de Souvorov. Mais Moreau reste entre Gênes et la Scrivia, ce qui amène Macdonald à opérer seul. De leur côté, les Russes marchent sur la Trebie.
Moreau fait retraite sur le Tessin, alors qu'il aurait dû la faire par le pont de Plaisance, sur la rive droite du Pô. Il ne parvient pas à faire la jonction avec l'armée de Naples que commande Macdonald, et qui est en marche pour s'approcher du Pô, laissant à Souvorov le loisir de se porter sur Gênes et de le couper entièrement de l'armée de Naples. S'apercevant de sa faute, il revient en toute hâte, par la rive droite du Pô, sur Alexandrie. Quelques jours plus tard, il commet à nouveau une erreur similaire, en marchant sur Coni, en abandonnant entièrement l'armée de Naples et les hauteurs de Gênes.
Pendant qu'il marche à l'Ouest, Macdonald arrive avec l'armée de Naples sur La Spezia. Au lieu d'opérer sa jonction sur Gênes, derrière l'Apennin, et de déboucher, réunis sur la Bocchetta, pour faire lever le siège de Mantoue, Moreau prescrit à Macdonald de passer l'Apennin et d'entrer dans la vallée du Pô pour opérer sa jonction sur Tortona. Isolée, l'armée de Naples doit supporter tous les efforts de l'ennemi à la bataille de la Trébie.

### Repli français et changement de généraux
L'Armée des Alpes (dirigée par Championnet) rentre dans le conflit et engage alors l'armée austro-russe dans une série d'escarmouches mineures, mais n'arrive pas à sauver Moreau et ses hommes. Souvorov prend une série de garnisons françaises et continue son avance implacable. Étienne Macdonald et ses hommes tentent de s'y opposer, le 19 juin, à la bataille de La Trébie où ils sont battus. 
Avec le reste de son armée, Macdonald fuit vers Gênes, une retraite adroite qui lui vaudra l'admiration de Soult, alors que Souvorov attaque Novi. Malade et mal remis de blessures reçues le 12 juin à Modène, Macdonald quitte Gênes amer, laissant Moreau tenter de rejoindre son armée, et se rend à Paris.
Moreau, qui espère longtemps être renforcé par Macdonald, parvient à réunir assez de moyens pour opposer une résistance suffisante aux progrès de Souvorov. Il remporte le 22 juin, la victoire de San-Giuliano. La rivière de Gênes devient une barrière que le général russe ne peut franchir. Les garnisons françaises de Mantoue et Alexandrie sont prises mais le Conseil aulique autrichien ordonne alors une halte dans les offensives coalisées. Souvorov attend des renforts avant une offensive décisive en automne. 
Le Directoire s'inquiète. Moreau est envoyé rejoindre l'Armée du Rhin. À l’instigation de Barras et Sieyes, Joubert est nommé général en chef de l'Armée d'Italie, avec Suchet, pour chef d'état major. Mais le 15 août, à la bataille de Novi, Joubert trouve la mort. C'est la dernière victoire de Souvorov en Italie et encore est-elle vivement disputée.
Moreau, qui n'est pas encore parti, reprend l'initiative, opère à nouveau une glorieuse retraite, après celle de 1796 en Allemagne, devant des forces supérieures. Il mène enfin les survivants vers Gênes, à la rencontre de l'armée de Macdonald, où il prépare la ville à un état de siège. Finalement, selon l'ordre du Directoire, Moreau laisse le commandement à Championnet et rentre à Paris. Le nouveau commandant en chef est battu à Genola, le 4 novembre. Peu de temps après, éclate le coup d'État du 18 brumaire de l'an VIII (9 novembre 1799).

### Mésentente entre Russes et Autrichiens
À cette époque, la mésentente entre le général russe et les généraux autrichiens augmente. Souvorov ne tarde pas à se plaindre d'être mal secondé par les Autrichiens. De son côté le cabinet russe s'indigne de l'ordre donné à l'archiduc Charles de marcher vers la Suisse. Paul Ier, à son tour, prescrit à Souvorov d'abandonner l'Italie et les Autrichiens, de se porter, avec le peu de troupes qui lui restent à la rencontre du général Korsakov et de prendre le commandement de toutes les forces russes qui entrent en République helvétique.
Au départ des Russes, Melas, qui reste commandant des troupes autrichiennes, arrête l'offensive et consolide ses forces. Ce répit accordé à l'armée d'Italie marque un tournant décisif dans le cours de la guerre. 
À l'automne, Souvorov passe le col du Saint-Gothard afin de soutenir le général Korsakov qui s'apprête à envahir la France. Mal soutenus par les Autrichiens jaloux des succès des Russes, Korsakov est battu à la deuxième bataille de Zurich, le 25 septembre, par l'Armée d'Helvétie du général André Masséna. Les Russes sont alors obligés de se replier vers le Vorarlberg. L’arrivée de Souvorov aura été inutile et trop tardive.
La prise d'Ancône, le 29 novembre 1799, est le dernier succès de la coalition. L'armée commandée par le général autrichien Michael von Fröhlich (de) compte 7 000 Autrichiens, 900 Russes, 600 Ottomans et  1 400 Napolitains. Cependant, le général français Monnier se rend aux seuls Autrichiens sans que la capitulation fasse mention de leurs alliés ; en outre, Fröhlich refuse de remettre les navires capturés à l'amiral russe Voïnovitch. Cet épisode s'ajoute aux griefs entre Russes et Autrichiens.
Choqué, Paul Ier dissout l'alliance et rappelle Souvorov. Le feld-maréchal abandonne les Autrichiens à eux-mêmes et ramène à son souverain les restes de son armée. Pourtant la situation en Italie reste clairement à l'avantage de la coalition. Melas dispose de 100 000 hommes sous ses ordres, à opposer à 50 000 français dispersés. Les alliés préparent un mouvement décisif dans le sud de la France, et au-delà du Rhin. Mélas avance lentement, posant le siège devant Gênes.

## L'arrivée de Bonaparte

### Le plan de sauvetage du Consul
Alors que les armées françaises sont en difficulté en Italie, a lieu le coup d'État du 18 Brumaire (9 novembre 1799). Revenu d'Égypte et fraîchement nommé Premier Consul, Bonaparte nomme Masséna en remplacement de Championnet, qui, malade du typhus, a demandé à être relevé,. Avec sous ses ordres les généraux Soult et Suchet, André Masséna et son Armée d'Helvétie part soutenir les assiégés de Gênes. 
Pendant ce temps, à Dijon, Bonaparte constitue une armée pour soutenir les troupes de Masséna, bloquées depuis des mois par le siège de Gênes et qui manquent de nourriture. Comme il n'a constitutionnellement pas le droit de commander une armée sur un théâtre d'opération extérieur, il forme une armée de réserve, dans les rangs de laquelle on trouve notamment Berthier comme général en chef, Dupont de l'Étang comme chef d’état major et plus tard Desaix, qui a insisté. 
Le Premier Consul confie à Moreau l'action principale de son plan, c'est-à-dire l'attaque de l'Autriche par le sud de l'Allemagne. Pendant ce temps, lui-même passera les Alpes par le col de Saint-Gothard, puis enveloppera l'armée autrichienne et fondra sur ses arrières. Mais Moreau, effrayé par cette double manœuvre, tarde à l'exécuter.
Pendant ce temps, l'Autriche maintient son armée d'Allemagne sur la défensive et concentre tout son effort sur l'Italie. La division du général Suchet est rejetée dans le Var. Le retard de Moreau, qui doit faire diversion en attaquant en Allemagne le général Kray, mais surtout la dureté du siège de Gênes, obligent Bonaparte à franchir les Alpes par le chemin le plus court, mais aussi l'un des plus difficiles : le Grand-Saint-Bernard. Il a conçu une nouvelle manœuvre : occuper, sur la route de Plaisance à Gênes, le défilé de la Stradella pour contraindre les Autrichiens à la retraite et couvrir Milan.

### La traversée des Alpes
Les forces françaises dirigées par Bonaparte sont composées de 40 000 hommes, dont la Garde Consulaire. Il dispose des divisions Watrin, Chambarlhac, Gardanne, Boudet, Monnier et des généraux de corps Murat, Lannes et Victor.
Dès le 15 mai, Bonaparte concentre ses forces dans la région de Martigny, en Valais, en vue de passer en Italie par le col du Grand-Saint-Bernard. Lannes commande l’avant-garde avec six demi-brigades. Dans le même temps, la division Moncey traverse les Alpes par le col du Saint-Gothard, la division Lechi par le col du Simplon, la division Chabran par le Petit-Saint-Bernard et la division Turreau par le col du Mont-Cenis. 
Cette traversée, glorifiée a posteriori, contribuera fortement à la légende et la propagande de Napoléon empereur.
Dès le 20 mai, Lannes arrive devant le fort de Bard qui commande la sortie de la route vers la plaine du Pô, à la sortie du col du Saint-Bernard. Ce fort est défendu par une compagnie autrichienne. Dans le même temps, l'artillerie française passe le col, malgré les difficultés. Tandis que Lannes contourne la position, une partie des forces françaises assiège la place. Dupont de l'Étang entre (avec ses hommes) le premier dans la ville de Bard et se signale à l'attaque du fort les 21 et 22 mai 1800. Le 23 mai, le passage est terminé. Lannes, toujours en avant-garde, arrive à Ivrée. La division Loison prend Crémone. Le 2 juin le « Petit Caporal » entre à Milan quatre ans après sa première arrivée.

### L'héroïsme de Masséna
La défense du pays de Gênes reste comme une des pages les plus glorieuses de la carrière du général Masséna : presque chaque jour est marqué par une action d'éclat. Le 6 avril, dans une première sortie, à la tête de plusieurs bataillons, il traverse audacieusement l'armée autrichienne et délivre le général Gardanne, livre plusieurs combats à l'ennemi, le rejette au-delà de la Piotta, s'empare de Sassello, remporte de nouveaux succès à Ponte-Junera, à l'attaque de l'Hermette, et rentre dans Gênes avec de nombreux prisonniers, des canons et des drapeaux. 
Dans une nouvelle sortie, le général Soult traverse de nouveau l'armée autrichienne, enlève une division à Monte-Facio. Enfin, il livre un dernier combat à Monte Cretto, où un coup de feu lui fracasse la jambe. Resté au pouvoir de l'ennemi, il demeure prisonnier.

### La chute de Gênes
Gênes tombe le 4 juin, avant que le Premier Consul ne puisse l'atteindre. Bonaparte doit encore changer de plan de campagne.
L'amiral Keith honorera la défense implacable de Masséna. Bonaparte fait avancer son armée à marche forcée pour frapper les Autrichiens avant qu'ils ne puissent se reprendre.  Le retour de Napoléon Bonaparte vient à point nommé pour relever le courage des troupes de Masséna, sévèrement usé.
Pour éviter une jonction des Autrichiens avec les Britanniques, attendus à Gênes, Bonaparte doit accrocher Melas entre Novi et la côte. Le premier affrontement a lieu sur la Stradella. L'Armée de réserve (dirigée par le général Jean Lannes et comptant dans ses rangs le général Desaix) se bat à la bataille de Montebello le 9 juin, peu avant la grande bataille de Marengo. C'est une victoire.

### Marengo

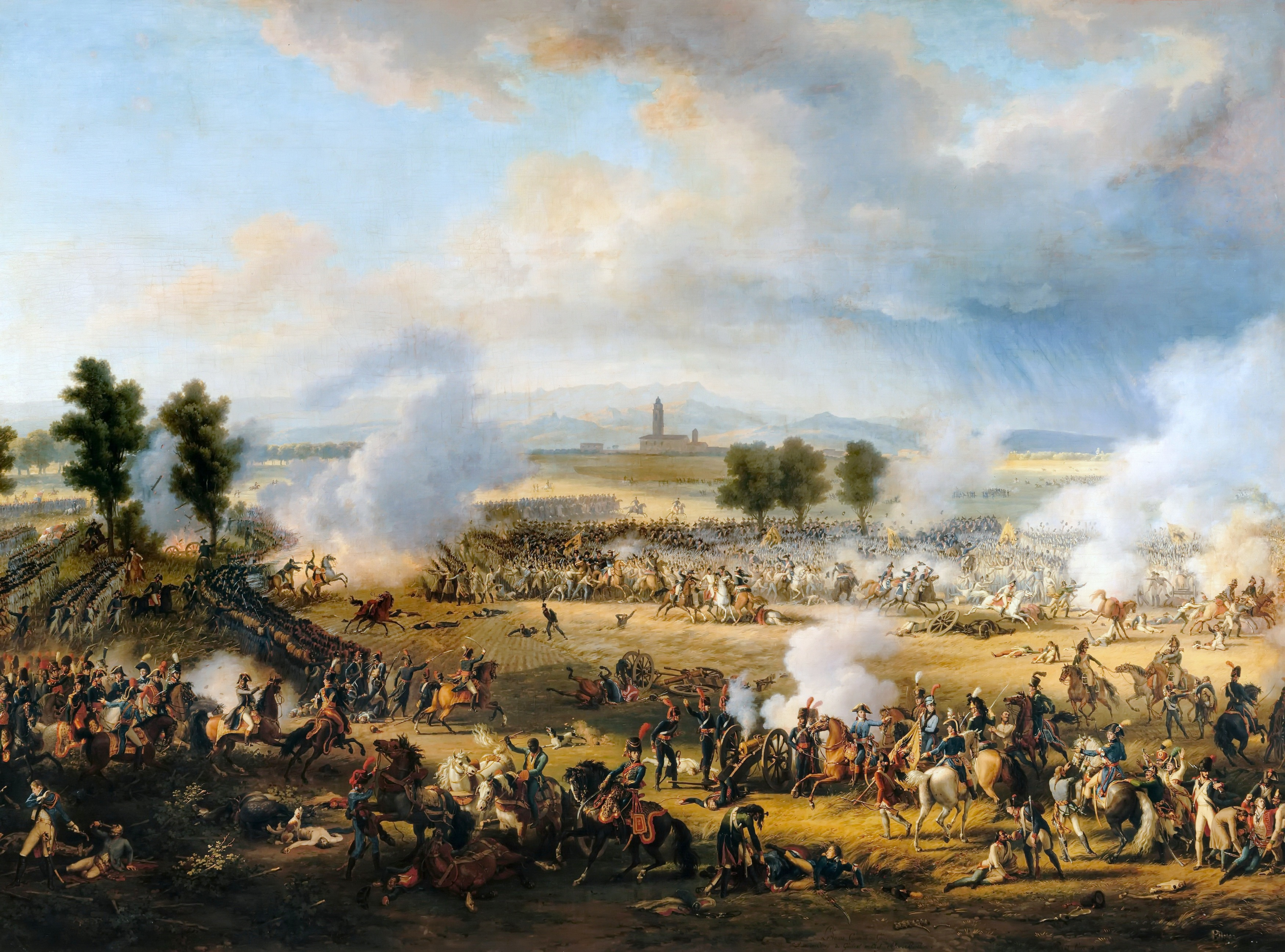
La bataille de Marengo par le peintre Lejeune.

Le 13 juin, Bonaparte n'a toujours pas localisé le gros de l'armée ennemie. Il envoie donc le lendemain son armée à différents points stratégiques. Deux divisions sont envoyées en reconnaissance : la division Lapoype sur la rive gauche du Pô, et au sud la division de Desaix. Quelques heures plus tard, les Autrichiens franchissent la Bormida, par deux ponts que les Français n'ont étrangement pas détruits. Pendant la nuit du 13 au 14 juin, les Autrichiens bivouaquent en face des troupes françaises avec interdiction de faire du feu.
Le consul aurait été vaincu sans l'arrivée décisive des renforts du général Desaix, parti en éclaireur : ce dernier, à qui Bonaparte avait demandé de partir en éclaireur, décide de désobéir en entendant tonner les canons sur ses arrières. Il charge à la tête de sa division, tandis que la cavalerie française surprend les Autrichiens. Desaix croisera le messager que lui avait fait envoyer en toute hâte Bonaparte. Desaix remotivera les troupes et même le futur empereur.
La retraite de Melas retourna la déroute française en victoire. Dans la contre-attaque, Desaix fut tué. Bonaparte honorera son nom avec plusieurs monuments commémorant son courage. Son nom figure sur l'Arc de Triomphe, érigé pour célébrer les victoires de l'Empire, comme celle de Marengo. Le général sera porté en triomphe par Bonaparte, reconnaissant envers son ami ; à de nombreuses reprises il louera le général,,.

### Conséquences
Le lendemain de cette bataille, le 15 juin 1800, Melas négocie avec le général français Dupont de l'Étang la convention d’Alexandrie. Cet armistice livre aux Français douze places fortes et l'Italie jusqu'au Mincio, c'est-à-dire tout ce qu'ils avaient perdu depuis quinze mois à l'exception de Mantoue. Le général Dupont reçut alors le titre de ministre extraordinaire provisoire du gouvernement français en Piémont le 23 juin 1800, et fut chargé de réorganiser la République cisalpine.
Les hommes du général Suchet reprennent Gênes le 22 juin 1800.
Sur ordre du Premier Consul, l'Armée de réserve intègre l'Armée d'Italie et celle-ci est désormais commandée par Masséna.  Mais sa gloire fut de courte durée, à cause de plaintes pour exactions, et de son avidité insatiable et célèbre, il fut remplacé par le général Brune.
Marengo fut la dernière bataille majeure sur le front italien, durant les guerres de la Révolution française. Après la bataille de Hohenlinden, les Autrichiens sont forcés de négocier, et la guerre s'arrête peu après, contribuant à la légende de Bonaparte, héros au sein de la République.

## Conclusion de la campagne

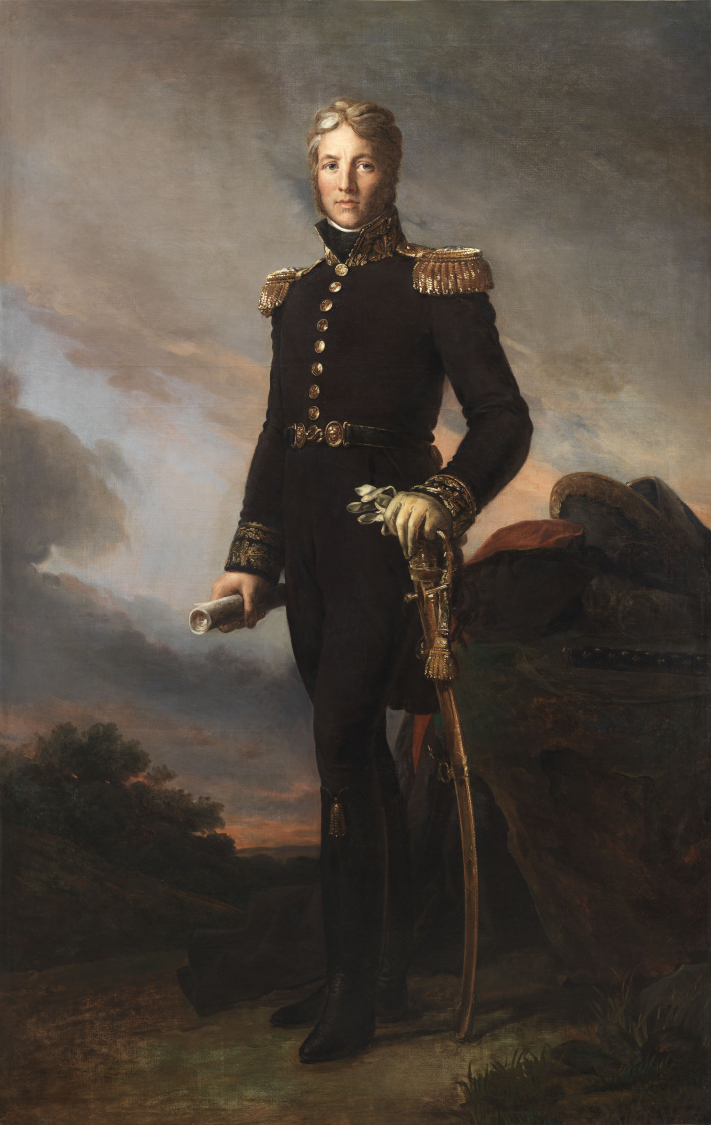
general Jean Victor Moreau

Alors que Napoléon rentre à Paris le 17 juin, laissant ses généraux régler la guerre en Italie, Brune doit s'opposer assez vite aux troupes de Heinrich Johann de Bellegarde. Dupont, remplacé le 15 août par Jourdan en tant qu'administrateur général du Piémont, devient le lieutenant du général en chef Brune, prenant le commandement de l'aile droite de l'armée d'Italie le 28 août. Dupont est chargé par Brune le 6 octobre d'envahir la Toscane (hors périmètre de la convention d’Alexandrie). Le 15 octobre, il entre dans Florence, où il établit un gouvernement provisoire, et, le 23 octobre, il est à Livourne. Le général Suchet, lui, commande  le centre de l'armée, composé de trois divisions fortes de 18 000 hommes.
Le général Soult, libéré à Marengo, sera chargé fin 1800 de pacifier le Piémont. Son énergie parvient à mater l'insurrection dite des Barbets. Il réussit même à les discipliner et les enrôler. Il reçoit ensuite le commandement de la partie sud du royaume de Naples.

### La ligne du Mincio
Le général autrichien Bellegarde occupe encore la ligne du Mincio avec 70 000 hommes, appuyé d'un côté au lac de Garde et de l'autre à Mantoue. Le général Macdonald avait reçu l'ordre de franchir les Alpes avec l'armée des Grisons, tandis que le général Brune devait remonter au nord, se joindre à Macdonald, puis de se porter tous deux aux sources du Mincio et de l'Adige pour faire tomber toute la ligne défensive des Autrichiens, qui s'étendait des Alpes à l'Adriatique. Dupont quitta la Toscane le 2 novembre pour rejoindre le gros de l'armée. Le 15 décembre, Macdonald passa le Splügen et arriva devant le Tyrol italien. Il restait à Brune de forcer le passage du Mincio, et le 20 décembre, il enleva les positions autrichiennes en avant de ce fleuve. 
Le général Delmas commandait l'avant-garde, Moncey la gauche, Michaud la réserve, tandis que Dupont avait le commandement de la droite. Le Mincio, grossi par les pluies, n'était pas guéable, et les ponts de Borghetto et de Valeggio étaient solidement retranchés. Brune résolut de tenter le passage en deux points : à Pozzolo et à Monzambano, ce dernier point devant être choisi pour l'attaque sérieuse. La grande attaque de Monzambano et Pozzolo fut décidée pour la nuit du 24 au 25 décembre.

### Monzambano et Pozzolo
Le 25 au matin, Dupont, chargé de la diversion, couronne d'artillerie les hauteurs du moulin de la Volta, jette un pont, et, favorisé par le brouillard, porte de l'autre côté du fleuve la division Watrin. Cependant, à Monzambano, l'attaque est remise et Dupont se retrouve seul sur la rive gauche contre toute l'armée autrichienne. Bellegarde dirige des masses serrées contre le corps qui a franchi le Mincio. 
Dupont fait prévenir Suchet, qui observait entre Pozzolo et Monzambano le pont retranché (it) de Borghetto. Suchet accourt. Quant à Brune, il se contente de remplacer devant Borghetto le corps de Suchet par la division Boudet. Dupont, s'inquiétant peu d'être soutenu, s'engage, enlève Pozzolo et établit une nouvelle division sur la rive gauche, la division Monnier. Sous la protection de ses batteries, il soutient une attaque formidable, mais le nombre finit par l'emporter : Monnier est chassé de Pozzolo et Dupont va être rejeté dans le fleuve, quand Suchet prend sur lui de détacher la brigade Clauzel et une partie de la division Gazan. Suchet appuie le passage de ces renforts par un feu d'artillerie meurtrier depuis la rive droite. Cela permet de sauver et de désengager les troupes du général Dupont.
Dupont reprend l'offensive, Pozzolo est disputé avec acharnement, pris et repris six fois. Le combat se prolonge tout le jour et 6 000 hommes tombent des deux côtés. Le soir venu, Dupont reste maître d'un point de la rive gauche contre un ennemi trois fois supérieur en nombre, et le lendemain, Brune se décide à passer à Monzambano, mais l'honneur du passage et de la défaite des Autrichiens revint à Dupont. Suchet fait avec lui 4 000 prisonniers sur le général Bellegarde.

### Fin de la campagne
Le même jour, l'armistice de Steyr est signé au nord des Alpes. Signé non loin de Vienne, par Moreau et l’archiduc Charles l’armistice met fin en Allemagne aux affrontements armés entre Français et Autrichiens. 
Les hostilités se poursuivent en Italie pour peu de temps. L'Armée d'Italie s'empare de Vérone, de Vicence, Ferrare et même Trente (le 6-7 janvier via l’armée des Grisons). Après avoir franchi l’Adige le 4 janvier, puis la Brenta le 11, le général Brune signe en vainqueur l'armistice de Trévise le 15 janvier 1801 qui oblige les autrichiens à se retirer au-delà de Tagliamento. Selon l’exigence de Bonaparte, la place forte de Mantoue est également livrée à la France en février.  
En parallèle, Murat lance une ultime et courte offensive depuis la Toscane vers le sud de la péninsule en direction de Naples. Il traverse les États pontificaux, s’assurant du soutien du Pape contre les napolitains. Il occupe Ancône, conformément à l’armistice de Trévise, dès le 27 janvier. Face à la menace d’un nouveau renversement et du rétablissement de l’éphémère République parthénopéenne, le royaume de Ferdinand 1er signe rapidement l’armistice de Foligno le 9 février (20 pluviôse) 1801, suivi du traité de paix de Florence le 28 mars. Naples préserve son indépendance et quitte la deuxième coalition en rompant son alliance avec l’Angleterre. Les Français de Soult (plus de 10 000 hommes) occupent à compter du 25 avril les cités portuaires de Tarente, Otrante et Brindisi où ils pourront installer des garnisons.  
L’armistice de Trévise est bientôt suivi de la paix de Lunéville le 9 février, résultant de la victoire de Moreau à la bataille de Hohenlinden.
La paix de Lunéville confirme l'ancien traité de Campo-Formio du 17 octobre 1797 et l’éviction des Autrichiens d’Italie. 
L’Autriche renonce aux territoires qu'elle possédait aux Pays-Bas, reconnaît à la République la possession de la rive gauche du Rhin et abandonne en Italie toute prétention sur les territoires au sud et à l’ouest de l’Adige qui constituent la République cisalpine dont font partie Parme et Modène. 
Le duc de Toscane, également dépossédé, se voit offrir l’archevêché de Salzbourg et le duc de Modène le Brisgau autrichien. Quant au duc de Parme, un Bourbon d’Espagne, il obtient la Toscane avec le titre de roi d’Étrurie, l’Espagne devant, en échange, restituer la Louisiane à la France. L’Autriche conserve cependant en Italie le Tyrol du Sud, vieille possession des Habsbourg, et la Vénétie obtenue au traité de Campo-Formio.

### Le tournant d'un siècle
La campagne d'Italie a auguré de nombreuses choses : elle a permis le coup d'État de Napoléon Bonaparte, et a consacré beaucoup de ses futurs généraux et maréchaux d'Empire. Elle a aussi permis à Napoléon d'asseoir la crainte qu'en avaient ses adversaires des différentes coalitions, qui ne cesseront de s'opposer à lui.  
Cette campagne, très médiatisée a posteriori fera alors la légende du Napoléon Bonaparte Consul, libérateur des peuples, promulgateur des idées de la Révolution française, créateur de républiques. C'est cette légende, qui contribuera au fort engagement romantique derrière Bonaparte.
Le passage difficile des Alpes, Bonaparte au cœur de ses troupes, lui donnant une réputation de général exigeant, mais proche de ses fidèles,.
Certains font aussi de cette campagne le début du déclin de l'Autriche impériale des Habsbourg, et le début de l'unification de l'Italie, sous la forme d'une république.

## Dans la fiction
- La Marquise d'O…, nouvelle allemande de Heinrich von Kleist (1808) qui montre une châtelaine italienne confrontée à l'irruption des troupes russes pendant cette campagne.
- La Chartreuse de Parme, roman français de Stendhal (1839) ; le début du roman évoque le retour triomphal de Bonaparte en Italie en 1800 : « Figurez-vous tout un peuple amoureux fou. Peu de jours après, Napoléon gagna la bataille de Marengo[27]. »
- La San Felice, roman français d'Alexandre Dumas (1864), a pour cadre la République napolitaine depuis la conquête française jusqu'à la reprise de Naples par les Bourbon et les Britanniques.
- La Tosca, drame français de Victorien Sardou (1887) et l'opéra italien éponyme de Giacomo Puccini (1900) ont pour cadre Rome et la répression contre les républicains romains avant la bataille de Marengo.